# Eike Batista
Eike Batista (Governador Valadares, 3 november 1956) is een Braziliaans zakenman. Hij werd in 2010 uitgeroepen tot de rijkste man van Brazilië en de op zeven na rijkste persoon op aarde, met een vermogen van $27,0 miljard (2010). Hij zette verschillende bedrijven op, waaronder veel mijnen. In 2013 verdampte 90% van zijn vermogen bij het bijna-faillissement van zijn bedrijf OGX. 
Eike Batista is de zoon van Eliezer Batista da Silva, oud-directeur van het bedrijf Vale. Van 1969 tot 1980 woonde hij in Duitsland, waar hij bouwkunde studeerde.
Door een Braziliaanse rechtbank werd Batista in juli 2018 veroordeeld tot een celstraf van dertig jaar. Volgens de rechtbank zou Batista vijftien miljoen euro aan steekpenningen hebben betaald aan ambtenaren om opdrachten voor zijn bedrijven te verwerven. Hij zat al sinds 2016 vast.
In ruil voor de steekpenningen verwierven Batista's bedrijven contracten met de staat. Sergio Cabral (eens Rio de Janeiro gouverneur wie heeft US$16.6 M ontvangen als steekpenningen) zit al sinds eind 2016 in de gevangenis.